# スーパー歌舞伎 オグリ
『スーパー歌舞伎 オグリ』（スーパーかぶき オグリ）は、小栗判官伝説を題材とした舞台作品。三代目市川猿之助による新作歌舞伎シリーズ「スーパー歌舞伎」の第3作として「オグリ―小栗判官―」の題名で1991年に初演された。

## 概要
江戸時代より「説教節」を中心に人形浄瑠璃や歌舞伎などの題材として人気を博してきた「小栗判官」の物語を題材に、「スーパー歌舞伎」第1作である『ヤマトタケル』を手掛けた梅原猛の書き下ろしにより舞台化した。架空の人物である藤原正清が死後閻魔大王の前で大立回りを演じ、重い病に侵された姿で現世に蘇り、遊行上人の導きで熊野を目指すことになる貴種流離譚である。スーパー歌舞伎屈指の人気作である。
小栗判官を題材とした歌舞伎作品では、寛政12年初演の「姫競双葉絵草紙（ひめくらべ ふたばえぞうし）」（近松徳三・奈河篤助＝作）を底本として「小栗判官譚（おぐりはんがんものがたり）」を外題とする作品群や、武智鉄二監修による「小栗判官車街道（おぐりはんがんくるまかいどう）」（1974年初演）などがあり、「小栗判官もの」「小栗もの」などと通称されている。三代目市川猿之助（現・二代目市川猿翁）による演出・出演作品にも、本作とは別に近松門左衛門らの「當流小栗判官（とうりゅうおぐりはんがん）」を自身による演出・構成および奈河彰輔の脚本・演出により再構成した「當世流小栗判官（とうりゅうおぐりはんがん）」（1983年初演）があり、本作とともに猿之助四十八撰に選出されている（『當世流小栗判官』はそれ以前に猿之助十八番にも選ばれている）。

### スタッフ
梅原猛が書き下ろした戯曲を基に戸部銀作と奈河彰輔両名が監修を加え、三代目猿之助自らが台本・演出・美術監督を務めた。
またこの作品は、現在では金井大道具の社長を務める金井勇一郎が米国からの帰国後はじめて手掛けた仕事（舞台装置）である。衣装デザインは毛利臣男が手掛けた。音楽は長澤勝俊作曲で日本音楽集団が担当した。米国でミュージカル「ピーター・パン」のフライングディレクターを務めていたピーター・フォイがワイヤーアクションを使った見得の監修をしている。
スタッフ（初演時）
- 作：梅原猛
- 監修：戸部銀作・奈河彰輔
- 台本・演出・美術監督：市川猿之助
- 装置：朝倉摂
- 舞台技術：金井俊一郎
- 照明：吉井澄雄
- 音楽：長澤勝俊、鶴澤清治
- 振付：藤間勘紫乃、藤間勘吉郎
- 衣装デザイン：毛利臣男

（出典）

### 展開
梅原猛による原作は1991年に新潮社から単独で、（ISBN 4103030100）、2003年にも「梅原猛著作集19 戯曲集」として「ヤマトタケル」や「オオクニヌシ」と共に収録され小学館から（ISBN 4096771198）出版されている。

## 新版オグリ
2019年に、同年10月から四代目猿之助による『スーパー歌舞伎II〈セカンド〉 新版（しんぱん）オグリ』として新たな脚本で上演されることが発表された。主役である藤原正清のちに小栗判官と遊行上人を猿之助と中村隼人による交互出演で勤め、『スーパー歌舞伎II ワンピース』での使用量を上回る本水の使用、新橋演舞場初の左右同時両宙乗りなど、最新の技術を駆使して壮大なスケールで描く。なお、遊行上人は先代猿之助主演時には四代目猿之助の父である市川段四郎が演じていた役である。
このほか出演者ではヒロインである照手姫を坂東新悟が演じるほか、市川男寅、中村玉太郎、中村福之助、市村竹松らの若手、「新春浅草歌舞伎」や『ワンピース』を猿之助とともに支えた市川男女蔵、先代からスーパー歌舞伎シリーズを支えてきた市川笑也、市川笑三郎、市川寿猿、市川弘太郎、市川猿弥らの澤瀉屋一門、「スーパー歌舞伎」シリーズ皆勤賞の市川門之助、市川右團次の子息で子役として着実に実績を積む二代目市川右近、さらに歌舞伎界以外からも、「スーパー歌舞伎II」シリーズ3作連続出演となる浅野和之、『ワンピース』、『新作歌舞伎NARUTO』に立て続いて出演する嘉島典俊と市瀬秀和、ワンピース再演版からの参加となる下村青、歌舞伎初参加としてベテラン俳優の石橋正次、テレビドラマ「ブラックペアン」や「集団左遷!!」で猿之助と共演した髙橋洋、NHKBS時代劇「大富豪同心」で中村隼人と共演した石黒英雄らの出演が発表された。
四代目猿之助は「『ワンピース』の次に何をしようかと悩んだとき、ふと思ったのが『オグリ』だった」と述べている。『オグリ』は舞台全体に鏡を使った演出が大当たりしたが、本来三代目猿之助（猿翁）はブラウン管モニターを使った演出を構想していたものが予算的な制約から代替したものだったという。現在では技術の進歩で猿翁の構想に近いものができるため「30年先をいっていたおじの発想を、私が叶えることができるんだと思い、ぜひこれはやりたい」と、演目を決めたという。
共同演出には杉原邦生が初起用され、猿之助は起用理由について「杉原は世代が違います。新しい発想が欲しいと思い任せました」とコメント。杉原は「第二幕三場 地獄 閻魔堂」の真っ白な舞台美術や、ストリートファッション風の衣裳をはじめ、「アルファベットを使った杉原演出のトレードマーク的な装置」などを作品に取り入れた。
初演版の「オグリ」との違いについて、脚本の横内謙介は「初演の『オグリ』は、先代（猿翁）がお弟子さんたちと共に戦い抜き、オグリの身体の中に世界を描くイメージでしたが、当代の猿之助さんは仲間の中の自分を大切にしていて、大きな世界の中にオグリが生きているイメージ。そういったところをポイントに物語を立ち上げていきたい」と語っており、大きく内容を変えて上演された。

### スタッフ
- 原作：梅原猛
- 脚本：横内謙介
- 演出：市川猿之助／杉原邦生
- スーパーバイザー：市川猿翁
- 美術：堀尾幸男
- 照明：原田保
- 音楽：藤原道山
- 作調：田中傳左衛門
- 衣装：竹田団吾
- ヘアデザイン：宮内宏明
- 映像：上田大樹
- 音響：藤本和憲
- 振付：尾上菊之丞
  - 同：穴井豪
- 特殊効果：田中義彦
- 舞台監督：井口祐弘

## 主な配役
| スーパー歌舞伎 オグリ       | スーパー歌舞伎 オグリ                         | スーパー歌舞伎 オグリ                  | スーパー歌舞伎 オグリ | スーパー歌舞伎 オグリ | スーパー歌舞伎 オグリ            | スーパー歌舞伎 オグリ | スーパー歌舞伎 オグリ | スーパー歌舞伎 オグリ | スーパー歌舞伎 オグリ | スーパー歌舞伎 オグリ | スーパー歌舞伎 オグリ |
| 公演年                      | 劇場                                          | 藤原正清 後に小栗判官                  | 龍子・照手姫          | 鬼王                  | 遊行上人                         | 小栗重政              | もろこしが浦の翁      | 大納言兼家            | 横山修理太夫          | 薬師如来              | 閻魔大王              |
| --------------------------- | --------------------------------------------- | -------------------------------------- | --------------------- | --------------------- | -------------------------------- | --------------------- | --------------------- | --------------------- | --------------------- | --------------------- | --------------------- |
| 1991年 〜1992年             | 新橋演舞場 〜中日劇場 〜京都南座 〜新橋演舞場 | 三代目市川猿之助                       | 市川笑也              | 市川段四郎            | 市川段四郎                       | 内田朝雄              | 内田朝雄              | 金田龍之介            | 片岡芦燕              | 中村信二朗            | 坂東弥十郎            |
| 1998年                      | 新橋演舞場〜中日劇場                          | 三代目市川猿之助                       | 市川笑也              | 中村歌六              | 市川段四郎                       | -                     | 坂東吉弥              | 坂東吉弥              | 市川段四郎            | 八代目市川門之助      | 市川團蔵              |
| スーパー歌舞伎II 新版オグリ |                                               |                                        |                       |                       |                                  |                       |                       |                       |                       |                       |                       |
| 公演年                      | 劇場                                          | 藤原正清 後に小栗判官                  | 照手姫                | 鬼王                  | 遊行上人                         | 翁                    | 翁                    | 大納言兼家            | 横山修理太夫          | 薬師如来              | 閻魔大王              |
| 2019年                      | 新橋演舞場 〜博多座 〜南座                    | 四代目市川猿之助 中村隼人 （交互出演） | 坂東新悟              | 石黒英雄              | 中村隼人 市川猿之助 （交互出演） | 石橋正次              | 石橋正次              | -                     | 市川男女蔵            | 市川門之助            | 浅野和之              |